# Tears for Fears
Tears for Fears je anglická pop-rocková skupina, která se dala dohromady v roce 1981 ve městě Bath. Hlavní dvojicí skupiny jsou Roland Orzabal a Curt Smith. Jejich melodické skladby jako „Shout“, „Everybody Wants to Rule the World“, „Mad World“ a „Sowing the Seeds of Love“ se v 80. letech dostaly až na vrchol hudebních žebříčků.

## Diskografie

### Studiová alba
- 1983: The Hurting
- 1985: Songs from the Big Chair
- 1989: The Seeds of Love
- 1993: Elemental
- 1995: Raoul and the Kings of Spain
- 2004: Everybody Loves a Happy Ending
- 2022: The Tipping Point
- 2024: Songs for a Nervous Planet

### Výběrová alba
- 1992: Tears Roll Down (Greatest Hits 82–92)
- 1996: Saturnine Martial & Lunatic
- 2017: Rule the World: The Greatest Hits

### Živá alba
- 2006: Secret World (Live in Paris)

### Video/DVD
- 1983: The Videosingles
- 1984: In My Mind's Eye
- 1985: Scenes from the Big Chair
- 1990: Sowing the Seeds
- 1990: Tears for Fears: Live at Knebworth '90
- 1990: Going to California (Live from Santa Barbara)
- 1992: Tears Roll Down (Greatest Hits 82–92)
- 2003/5: Tears for Fears – 20th Century/Universal Masters
- 2006: Secret World (Live in Paris) (CD & DVD)